# Chrysopa tortolana
Chrysopa tortolana är en insektsart som beskrevs av Banks 1949. Chrysopa tortolana ingår i släktet Chrysopa och familjen guldögonsländor. Inga underarter finns listade i Catalogue of Life.